# Thomas Dumerchez
Thomas Dumerchez est un acteur français.

## Biographie
En 2004, il fait partie de la distribution du film Le Clan, du réalisateur Gaël Morel, qui l'avait découvert par hasard, marchant dans une rue. Dans Le Clan, premier rôle au cinéma, il occupe l'un des trois rôles principaux. Dans ce portrait en triptyque de trois frères, Thomas Dumerchez est décrit par les critiques comme un acteur exceptionnel, à la fois naturel et photogénique, timide et charismatique[réf. nécessaire].
En 2006, il joue dans le court métrage Quais de Seine, sous la direction de Gurinder Chadha, avec Cyril Descours, dans le cadre du film Paris, je t'aime.
En 2007, Gaël Morel lui confie un nouveau rôle-clé dans Après lui, projeté lors du 60e festival de Cannes, dans le cadre de La Quinzaine des réalisateurs.

## Filmographie
- 2004 : Le Clan de Gaël Morel : Olivier
- 2006 : Paris, je t'aime, segment Quais de Seine de Gurinder Chadha : Manu
- 2007 : Après lui de Gaël Morel : Franck
- 2007 : C'est votre histoire (série télévisée), épisode Au bout de mon rêve de Christophe Otzenberger : Alexandre
- 2008 : New Wave (téléfilm) de Gaël Morel : Jérémy
- 2009 : White Material de Claire Denis :
- 2009 : Boulevard du Palais (série télévisée), saison 11, épisode 3 Jeu de massacre de  Thierry Petit : copain de Fayolle
- 2010 : Marion Mazzano (série télévisée), cinq épisodes : Kevin Vayssières